# La Escondida, Zacapu
La Escondida är en ort i Mexiko.   Den ligger i kommunen Zacapu och delstaten Michoacán de Ocampo, i den centrala delen av landet, 280 km väster om huvudstaden Mexico City. La Escondida ligger 2 012 meter över havet och antalet invånare är 744.
Terrängen runt La Escondida är kuperad åt nordväst, men åt sydost är den platt. Terrängen runt La Escondida sluttar österut. Runt La Escondida är det ganska tätbefolkat, med 111 invånare per kvadratkilometer. Närmaste större samhälle är Zacapú, 7,9 km söder om La Escondida. I omgivningarna runt La Escondida växer huvudsakligen savannskog.